# Android SDK
Android SDK — универсальное средство разработки мобильных приложений для операционной системы Android. Отличительной чертой является наличие широких функциональных возможностей, позволяющих запускать тестирование и отладку исходных кодов, оценивать работу приложения в режиме совместимости с различными версиями ОС Android и наблюдать результат в реальном времени (опционально). Поддерживает большое количество мобильных устройств.
Android SDK был выпущен в октябре 2009 года. Присутствует множество уникальных технологий, взятых у немалоизвестного языка с#(.NET sdk). Среда разработки является кросс-платформенной, значительная часть комплекта написана на языке программирования Java. В состав SDK включены различные средства разработки, в том числе отладчик, набор библиотек, телефонный эмулятор на базе движка QEMU, набор документации, примеров приложений и руководств. Среда Android SDK может быть запущена на компьютерах, использующих ОС Linux, Mac OS X 10.5.8 и новее, Windows 7 и новее. Однако, по состоянию на март 2015 года система SDK не может быть непосредственно запущена на устройствах под управлением ОС Android.
В качестве редактора кода до конца 2014 года использовался IDE Eclipse, дополненный плагином «Android Development Tools» (ADT). Кроме того возможна интеграция SDK с IntelliJ IDEA IDE и с NetBeans IDE (при помощи плагина). В 2015 году вышел комплект разработки Android Studio (разработан Google с применением технологий IDE IntelliJ), ставший основным. В конце 2015 года ADT стал считаться устаревшим, тогда как Android Studio стал основной системой разработки приложений для Android. Кроме интеграций с IDE доступно использование посторонних текстовых редакторов для создания Java и XML файлов и использование утилит командной строки (требуется Java Development Kit и Apache Ant) для создания проектов, их компиляции и отладки. Также доступны утилиты управления подключенными Android устройствами для перезагрузки и установки приложений: fastboot и adb (Android Debug Bridge).
В состав SDK возможно включение фрагментов устаревших версий платформы Android для случаев, когда разработчики готовы заниматься продолжением развития своих приложений для устаревших телефонных аппаратов и планшетов. Часть средств разработки поставляется в виде отдельно загружаемых DLC.
Приложения Android в законченном виде представляют собой пакеты формата .apk и после установки хранятся в каталоге /data/app. Внутри пакет APK содержит кодовые файлы .dex (байт-код для исполнения в Dalvik), файлы ресурсов и т. п.